# Música outsider
La música outsider (del término en inglés, "outsider art ", traducido a arte marginal) es música creada por músicos autodidactas o naíf. El término suele referirse a músicos que tienen poca o nula experiencia musical, que muestran cualidades infantiles en su música o que tienen discapacidades intelectuales o enfermedades mentales. El término fue popularizado en la década de 1990 por el periodista y DJ de la WFMU Irwin Chusid. 
Los músicos outsiders a menudo se superponen con los artistas lo-fi, ya que su trabajo rara vez se captura en estudios de grabación profesionales. Algunos ejemplos son Daniel Johnston, Wesley Willis y Jandek, quienes se convirtieron en protagonistas de varios documentales en la década de los 2000. 

## Etimología

Mural en Austin, Texas, del músico outsider y artista visual Daniel Johnston

El término "música outsider" se remonta a las definiciones del arte marginal y  el arte naif. El arte marginal tiene sus raíces en el concepto francés de la década de 1920 de "L'Art Brut" ("arte crudo"). En 1972, el académico Roger Cardinal introdujo el término «arte marginal» como el equivalente estadounidense de «L'Art Brut», que originalmente se refería a obras creadas exclusivamente por niños o personas con enfermedades mentales.  El término «marginal» comenzó a aplicarse a la cultura musical en alrededor del año 1959, con respecto al jazz , y al rock en 1979  En la década de 1970, la "música outsider" también era un "epíteto favorito" en la crítica musical en Europa.  En las décadas de 1980 y 1990, el término "outsider" era común en el léxico cultural y era sinónimo de "autodidacta", "sin formación" y/o "primitivo". 

## Resonancia e influencia cultural

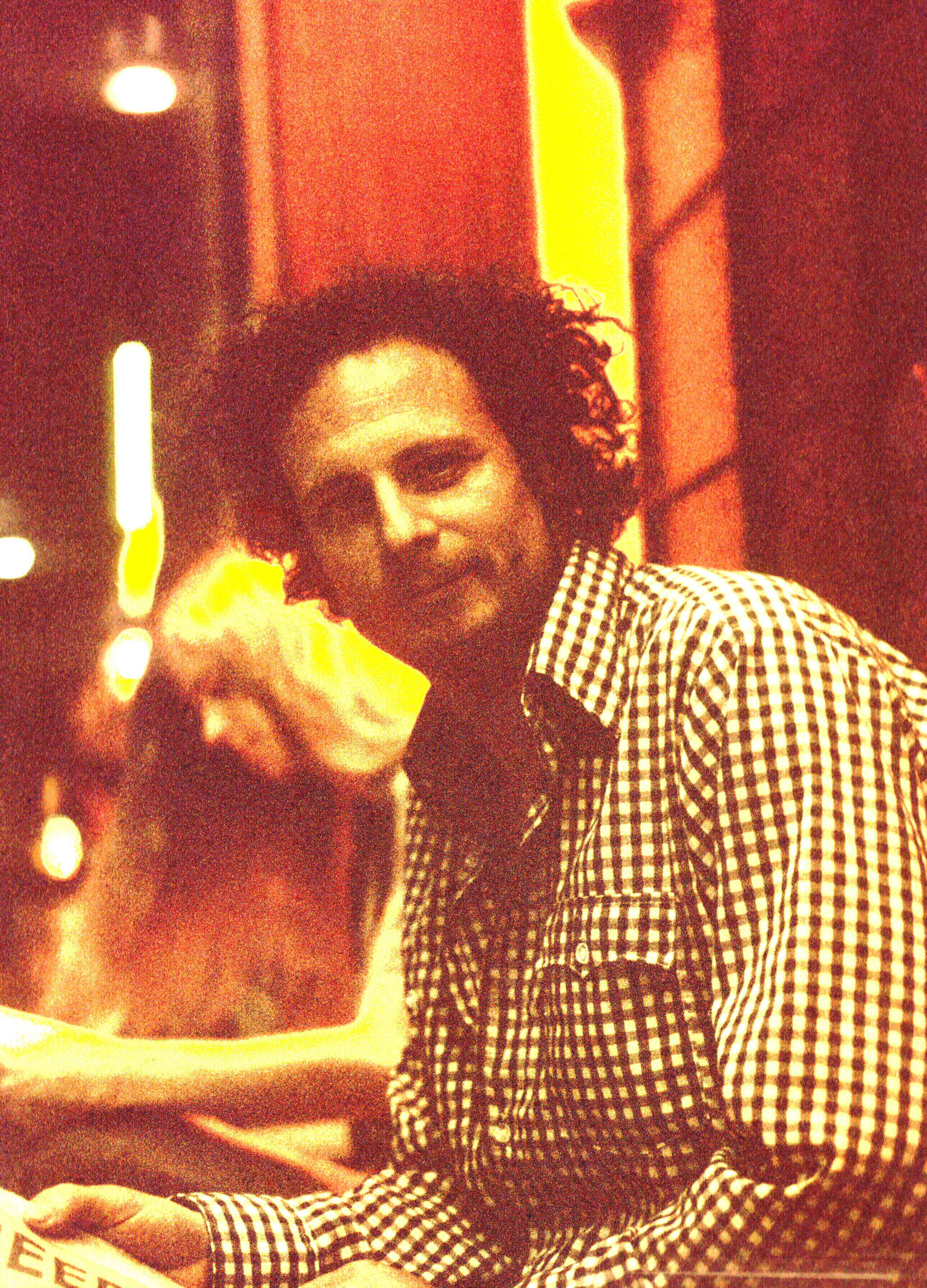
El artista callejero Larry "Wild Man" Fischer, a veces citado como el "padrino de la música marginal"

Chusid atribuyó a los músicos outsiders la existencia del dub reggae ("inventado por un outsider, Lee "Scratch" Perry "), los sellos discográficos K Records y Sub Pop, y la "agitación punk/new-wave/no-wave que socavó el prog-rock y el airbrush-pop a mediados y finales de los años 1970 [y] se promocionó a sí misma con la noción desafiante de que cualquiera, independientemente de su habilidad técnica o falta de ella, podía hacer música siempre que representara una autoexpresión genuina y naturalista".  Los actos específicos que "contribuyeron significativamente, directa e indirectamente, a la música popular contemporánea" incluyen a Syd Barrett, Captain Beefheart, los Shaggs, Harry Partch, Robert Graettinger, Tonetta  y Daniel Johnston .  Por el contrario, el libro Faking It: The Quest for Authenticity in Popular Music (2007) sostiene que "pocos de los outsiders elogiados por sus fans pueden ser llamados innovadores; la mayoría de ellos son simplemente ingenuos". 